# شهرک هانتینگدون شرقی (شهرستان وستمورلند، پنسیلوانیا)
شهرک هانتینگدون شرقی (به انگلیسی: East Huntingdon Township) یک منطقهٔ مسکونی در ایالات متحده آمریکا است که در شهرستان وستمورلند، پنسیلوانیا واقع شده‌است. شهرک هانتینگدون شرقی ۸۵٫۳۷ کیلومتر مربع مساحت و ۷٬۹۶۳ نفر جمعیت دارد.